# 車両系木材伐出機械等運転者
車両系木材伐出機械等運転者（しゃりょうけいもくざいばっしゅつきかいとううんてんしゃ）は、労働安全衛生法の定めにより就業制限の課されている一定の車両系木材伐出機械について、各種の特別教育を修了により、それらの運転又は操作を行うことを認められた作業者のことをいう。すべて重量無制限である。

## 運転できる車両系木材伐出機械
| フォワーダー、フォワーダー・集材車、集材用トラクターなど - 走行集材機械の運転の業務に係る特別教育                   |
| プロセッサ、ハーベスタ、フェラーバンチャー、グラップルソー、集積用グラップル - 伐木等機械の運転の業務に係る特別教育 |
| スイングヤーダー、タワーヤーダー、木寄せウインチなど - 簡易架線集材装置等の運転の業務に係る特別教育                 |

## 受講資格
- 満18歳以上

## 講習科目
- 走行集材機械の運転の業務に係る特別教育
  - 学科
    1. 走行集材機械に関する知識（1時間）
    2. 走行集材機械の走行、作業に関する装置の構造、取扱いの方法に関する知識（1時間）
    3. 走行集材機械の作業に関する知識（1時間）
    4. 走行集材機械の運転に必要な一般的事項に関する知識（1時間）
    5. 関係法令（1時間）

  - 実技
    1. 走行集材機械の走行の操作（3時間）
    2. 走行集材機械の作業のための装置の操作（3時間）
- 伐木等機械の運転の業務に係る特別教育
  - 学科
    1. 伐木等機械に関する知識（1時間）
    2. 伐木等機械の走行、作業に関する装置の構造、取扱いの方法に関する知識（1時間）
    3. 伐木等機械の作業に関する知識（1時間）
    4. 伐木等機械の運転に必要な一般的事項に関する知識（1時間）
    5. 関係法令（1時間）

  - 実技
    1. 伐木等機械の走行の操作（3時間）
    2. 伐木等機械の作業のための装置の操作（3時間）
- 簡易架線集材装置等の運転の業務に係る特別教育
  - 学科
    1. 簡易架線集材装置等に関する知識（1時間）
    2. 簡易架線集材装置等の走行、作業に関する装置の構造、取扱いの方法に関する知識（1時間）
    3. 簡易架線集材装置等の作業に関する知識（1時間）
    4. 簡易架線集材装置等の運転に必要な一般的事項に関する知識（1時間）
    5. 関係法令（1時間）

  - 実技
    1. 簡易架線集材装置等の走行の操作（3時間）
    2. 簡易架線集材装置等の作業のための装置の操作（3時間）